# قائمة الأحزاب السياسية في كوبا
هذا قائمة الأحزاب السياسية في كوبا. كوبا دولة ذات نظام الحزب الواحد حيث يحكم الحزب الشيوعي الكوبي البلاد ولا يُسمح بالمعارضة السياسية. لا يسمح لأي حزب بحملة أو دعم المرشحين للانتخابات، بما في ذلك الحزب الشيوعي. يتم اختيار المرشحين لانتخابات الجمعية الوطنية من قبل الأجهزة التي يسيطر عليها الحزب. ينتخب المرشحين على أساس استفتاء فردي دون مشاركة حزبية رسمية على الرغم من أن المجالس المنتخبة تتكون في الغالب من أعضاء الحزب المهيمن مع المرشحين المستقلين. كما ينص القانون الكوبي على معاقبة تلقي أموال من حكومة أجنبية لأغراض منظمة سياسية.

## الأحزاب السياسية الحالية

### الحكومي
- الحزب الشيوعي الكوبي (Partido Comunista de Cuba)[6]

### معارضة غير شرعية
- الحزب الليبرتاري الكوبي - خوسيه مارتي (Partido Libertario Cubano - José Martí)
- الحزب الديمقراطي المسيحي الكوبي (Partido Demócrata Cristiano de Cuba)
- حزب التجديد الأرثوذكسي (Partido Cubano de Renovación Ortodoxa)
- الاتحاد الليبرالي الكوبي (Unión Liberal Cubana، member LI)
- الحزب الثورى الديمقراطى الاجتماعى الكوبي (Partido Social-Revolucionario Democrático de Cuba)
- حزب التضامن الليبرالي الكوبي - اندماج الحزب الوطني الليبرالي وحزب التضامن الديمقراطي
- التنسيق الاجتماعي الديمقراطي لكوبا (Coordinadora Social Demócrata de Cuba)
- المعيار الاشتراكي الديمقراطي الكوبي (Corriente Socialista Democratica Cubana)
- حزب كوبا الليبرالي (Partido Liberal de Cuba، observator LI )